# Sequestered
Sequestered é uma série americana de drama e suspense criada por Aaron Tracy e exibida através do Crackle. A série teve uma temporada de 12 episódios, os seis primeiros foram disponibilizados em 5 de agosto de 2014 e os outros seis em 14 de outubro de 2014.

## Sinopse
Quando os membros de um júri estão em um hotel deliberando a decisão sobre o julgamento de um assassinato com implicâncias políticas de âmbito nacional, eles são sequestrados, o que gera ainda maior comoção.

## Elenco
- Jesse Bradford como Danny Firmin
- James Maslow como Kevin Mohr
- Bruce Davison como Danny Firmin's father
- Chris Ellis como Ron Pritchard
- Patrick Warburton como Mark Bennett
- Dina Meyer como Helen Bennett
- Trevor Torseth como Hugh Cross

Os jurados
- Summer Glau como Anna Brandt
- Ryan McPartlin como Ryan
- Rhonda Aldrich como Yvonne
- Lindsay Bushman como Kaitlyn
- Heather Dubrow como Marisa
- Chem Ehelepola como Ramesh
- Robert Elzein como Stone
- Christopher Goodman como Charles
- Brian Ibsen como Judd
- Emily Kuroda como Rufang
- Dan Mott como Seth
- Duane Shepard como Vernon

## Episódios
| Temporada | Episódio | Título               | Dirigido por     | Escrito por                      | Data de lançamento    |
| --------- | -------- | -------------------- | ---------------- | -------------------------------- | --------------------- |
| 1         | 1        | "Twelve Strangers"   | Shawn Ku         | Aaron Tracy                      | 5 de agosto de 2014   |
| 1         | 2        | "Folding Laundry"    | Shawn Ku         | Barry Schkolnick                 | 5 de agosto de 2014   |
| 1         | 3        | "Proof of Life"      | Shawn Ku         | Hernany Perla & Barry Schkolnick | 5 de agosto de 2014   |
| 1         | 4        | ""1" More"           | Shawn Ku         | Mark Hosack & Hernany Perla      | 5 de agosto de 2014   |
| 1         | 5        | "What's in the Box?" | Shawn Ku         | Mark Hosack                      | 5 de agosto de 2014   |
| 1         | 6        | "All In"             | Shawn Ku         | Mark Hosack                      | 5 de agosto de 2014   |
| 1         | 7        | "Grilled Cheese"     | Kevin Tancharoen | Barry Schkolnick                 | 14 de outubro de 2014 |
| 1         | 8        | "Stop Crying"        | Kevin Tancharoen | Hernany Perla & Mark Hosack      | 14 de outubro de 2014 |
| 1         | 9        | "Like Sheep"         | Kevin Tancharoen | Mark Hosack & Hernany Perla      | 14 de outubro de 2014 |
| 1         | 10       | "Up On The Roof"     | Kevin Tancharoen | Mark Hosack                      | 14 de outubro de 2014 |
| 1         | 11       | "Johannesburg"       | Kevin Tancharoen | Hernany Perla & Mark Hosack      | 14 de outubro de 2014 |
| 1         | 12       | "Ashes To Ashes"     | Kevin Tancharoen | Mark Hosack                      | 14 de outubro de 2014 |

## Prêmios & indicações
| Ano  | Prêmio                                  | Categoria                         | Trabalho    | Resultado |
| ---- | --------------------------------------- | --------------------------------- | ----------- | --------- |
| 2015 | International Academy of Web Television | Best Drama Series                 | Sequestered | Indicado  |
| 2015 | International Academy of Web Television | Best Ensemble Performance (Drama) | Sequestered | Indicado  |